# Stesso mare stessa spiaggia
Stesso mare stessa spiaggia è un film del 1983 diretto da Angelo Alessandro Pann (alias Angelo Pannacciò).

## Trama
Giovani italiani trascorrono le vacanze estive sulla costiera Romagnola. Accompagnate dalle canzoni degli anni sessanta, si intrecciano le storie di coppie alla ricerca di qualche avventura sentimentale o di facili emozioni.

## Produzione
Il film è stato interamente girato sulla spiaggia di Gabicce (PU), sulla costiera Romagnola, all'estremo Nord delle Marche.